# Saffron Aldridge
Saffron Aldridge  (n. 8 de diciembre de 1968) es una modelo, periodista y activista británica. Descubierta a la edad de dieciséis años, se volvió conocida por su trabajo con Ralph Lauren en los 90s.  Su hermano es el fotógrafo Miles Aldridge. Su medio-hermano es Franco Aldridge  y sus medio-hermanas son las también modelos Lily Aldridge y Ruby Aldridge.

## Primeros años
Nacia en Parliament Hill, Londres, Aldridge es la hija del diseñador gráfico Alan Aldridge y Rita, una ama de casa. A los dieciséis años, dejó el colegio para trabajar en una hamburguesería en Camden Lock. Un día, una clienta, quien resultó ser modelo, le dio a Saffron el número de su agente en Take Two. Los llamó y ellos le ofrecieron trabajo al mes siguiente.

## Carrera
Aldridge empezó su carrera posando con joyería para la revista The Field.
Trabajó en París por nueve meses, entonces lo intentó en Nueva York donde fue persuadida para aparecer como extra en una campaña de Ralph Lauren siendo fotografiada por Bruce Weber. Cuando el diseñador vio sus fotos la contrató al momento. Desde entonces Aldridge ganó popularidad como el rostro de Ralph Lauren.
Fue fotografiada para campañas de Burberry, Gianfranco Ferré, Harrods, La Perla, Olay, Ralph Lauren, Selfridges, Laura Biagiotti y apareció en las portadas de revistas italianas y brasileñas. En 1993 fue la primera modelo en ser fotografiada mientras estaba embarazada en la revista Donna.
Tras dos décadas en el modelaje, Aldridge decidió iniciar un proyecto de caridad enfocada en los niños, creando así múltiples eventos benéficos y donaciones.
Aldridge persuadió a Canon Inc. Para que donara 200 cámaras, que les fueron dadas a niños de entre 3 y 12 años. Podían fotografiar lo que quisieran pero no pedir ayuda a los mayores. Las mejores 200 fotos fueron expuestas. En conjunto, incluyendo una cena de caridad y una subasta (apoyada por Hugh Grant, Gwyneth Paltrow, Bryan Adams y Sting), el proyecto consiguió la cifra de 150.000. La campaña se ha repetido desde entonces. Junto a su esposo Ian Wace, Aldridge trabaja para ARK.

## Vida personal
Sufrió de baja autoestima mientras era modelo y la muerte de una amiga cercana y de su madre en 1992 la marcaron bastanate. Con la materndiad recobró energía y en 1993 dio a luz a su primer hijo, Milo, con el que era entonces su novio, Simon Astaire. Un año después se casó con el ejecutivo Toby Constantine y dio a luz a su hijo, Finn Constantine, en 1997. Se divorciaron más tarde. En 2012 se casó con Ian Wace.